# Angel Records
Angel Records — американський лейбл звукозапису, заснований 1953 року.
Торгівельна марка «Angel» із впізнаваним логотипом, на якому зображений ангел, була зареєстрована ще наприкінці XIX століття — 1898 року в Великій Британії та 1901 року в США — Теодором Бірнбаумом. Вона використовувалася компанією Gramophone Company протягом десяти років, поки 1909 року замість неї логотипом компанії не стало відоме зображення із собакою, що дивиться на грамофон.
1931 року The Gramophone Co. було перейменовано на Electrical and Musical Industries, або скорочено EMI. 1953 року назва та логотип були відновлені для підрозділу EMI / Capitol Records, який до цього був частиною лейблу Cetra-Soria, заснованого Даріо Сора. Сестринською компанією Angel Records став лейбл Seraphim. На Angel Records виходили переважно записи класичної музики. Спочатку компанія працювала лише у Північній Америці, потім ставши глобальним представником EMI, але після створення нового підрозділу EMI Classic в 1990-ті роки Angel Records повернулася до роботи на американському ринку як частина Capitol Records.
Серед відомих виконавців, чиї альбоми видавалися на Angel Records — англійська співачка-сопрано Сара Брайтман, індійський музикант Раві Шанкар, шотландсько-канадський тенор Джон Макдермот, американський джазовий співак Боббі Макферрін, а також інші виконавці класичної музики, бродвейські артисти та попвиконавці.
2003 року Angel Records увійшов до групи лейблів EMI Music Collective, разом із Blue Note, S-Curve та Astralwerks. 2006 року в EMI відбулася чергова реструктуризація, і всі звукозаписувальні компанії «дорослої попмузики», джазу та класичної музики було об'єднано в групу лейблів Blue Note, що складалася з Blue Note Records, Manhattan Records, Back Porch Records, Angel Records, EMI Classics та Virgin Classics. Невдовзі EMI прийняли рішення про закриття Angel Records.